# Hydnotrya
Hydnotrya é um género de fungos ascomicetes aparentado com o género Gyromitra. Existem cerca de 15 espécies classificadas neste género.

## Espécies
- Hydnotrya cerebriformis
- Hydnotrya confusa
- Hydnotrya cubispora
- Hydnotrya inordinata
- Hydnotrya michaelis
- Hydnotrya soehneri
- Hydnotrya subnix
- Hydnotrya tulasnei
- Hydnotrya variiformis